# Slættaratindur
O Slættaratindur (English: Flat peak)  é a mais alta elevação das Ilhas Feroé), com 880 m de altitude. Fica no norte da ilha Eysturoy, entre as localidades de Eiði, Gjógv e Funningur.
Slættaratindur significa «cume plano». A sua ascensão pode ser feita em quatro horas e não apresenta dificuldades de maior. Do cume, com bom tempo, pode ver-se todo o arquipélago. O Slættaratindur é uma das dez montanhas das ilhas Feroé que ultrapassam os 800 m de altitude.